# Commune (Niger)
Pour les articles homonymes, voir Commune (homonymie).
Au Niger, la commune est la collectivité territoriale à la base de l'organisation administrative du pays. Elle est définie depuis 2008, par la loi 2008-42 du 31 juillet 2008 relative à l’organisation et l’administration du territoire de la République du Niger.

## Histoire
En juin 2002, la réforme administrative instaure 265 communes, dont 52 communes urbaines et 213 communes rurales.  
Depuis 2002, les quatre villes de Niamey, Tahoua, Maradi et Zinder ont le statut de communauté urbaine. Elles sont érigées en communes à statut particulier et sont organisées en arrondissements communaux. Ils sont au nombre de 15 : Niamey (5), Tahoua (2), Maradi (3) et Zinder (5) et sont dépourvus de personnalité morale.

## Statut
La commune en tant que collectivité territoriale est une personne publique, juridiquement distincte de l’État.
Pour l’exercice de ses compétences, elle dispose d’un budget, d’un personnel et d’un domaine qui lui sont propres.
Elle est gérée par des organes élus, le conseil municipal est élu au suffrage universel et le maire est élu par le conseil municipal en son sein.

## Élections municipales
Depuis 2002, les élections municipales se sont déroulées à trois reprises, en 2004, 2011 et 2020. Depuis le 4 avril 2024, des Administrateurs délégués nommés par le Chef de l’État du Niger remplacent les maires élus dans certaines communes.
- Élections municipales nigériennes de 2020